# District historique de Zion Lodge – Birch Creek
Le district historique de Zion Lodge – Birch Creek – ou Zion Lodge–Birch Creek Historic District en anglais – est un district historique du comté de Washington, dans l'Utah, aux États-Unis. Situé au sein du parc national de Zion, il est inscrit au Registre national des lieux historiques le 24 août 1982 et agrandi le 7 juillet 1987. 
Le district protège les bâtiments du Zion Lodge antérieurs à l'édifice principal, lequel date de 1966. Conçus par Gilbert Stanley Underwood dans le style rustique du National Park Service, ils datent pour certains de 1925.